# فلورينت هانين
فلورينت هانين (بالفرنسية: Florent Hanin)‏ (4 فبراير 1990 بهارفلور في فرنسا - ) هو لاعب كرة قدم فرنسي في مركز الدفاع. لعب مع سبورتينغ براغا وليرس وموريرينسي ونادي بانيتوليكوس ونادي سانت غالن ونادي سترومسغودست لكرة القدم ونادي سترومسغودست ونادي ليتشويس.

## روابط خارجية
- فلورينت هانين على موقع اتحاد النرويج (النرويجية)
- فلورينت هانين على موقع قاعدة بيانات كرة القدم.إي يو (الإنجليزية)
- فلورينت هانين على موقع Soccerway.com (الإنجليزية)
- فلورينت هانين على موقع عالم كرة القدم.نت (الإنجليزية)
- فلورينت هانين على موقع AS.com (الإسبانية)